# El Clop
El Clop és una masia situada al poble de Timoneda pertanyent al municipi de Lladurs, a la comarca catalana del Solsonès.